# Jean de Malherbe
Pour les articles homonymes, voir Famille de Malherbe (Normandie) et de Malherbe.
Jacques Marie Jean de Malherbe (1911-1983) est un écrivain politique et économique français. Il est le fils de Joseph de Malherbe et Catherine Kleinmann.
Il fut l'époux de Françoise Hoentschel.